# Ernesto Arín Prado
Ernesto Arín Prado (1875- ?) fou un militar espanyol, governador civil de València durant la guerra civil espanyola.
Abans de la guerra civil espanyola tenia el grau de coronel de l'arma d'infanteria, i durant la Segona República Espanyola es va afiliar a la Unió Militar Republicana Antifeixista. Tot i que ja era retirat, en produir-se el cop d'estat del 18 de juliol de 1936 a València va donar suport a les autoritats republicanes i va presidir el Comitè Executiu Popular conjunt entre UGT i CNT que va organitzar la resistència antifeixista a València, alhora que s'encarregada d'organitzar columnes militars. Entre agost i setembre de 1936 fou governador civil interí de la província de València i en abril de 1937 fou destinat a la IV Divisió Orgànica de l'Exèrcit Popular de la República.